# Вилијамсфилд (Илиноис)
Вилијамсфилд (енгл. Williamsfield) град је у америчкој савезној држави Илиноис.

## Демографија
По попису из 2010. године број становника је 578, што је 42 (-6,8%) становника мање него 2000. године.
| Група             | 2000.       | 2010.       |
| Белци             | 618 (99,7%) | 566 (97,9%) |
| Афроамериканци    | 0 (0,0%)    | 2 (0,3%)    |
| Азијати           | 0 (0,0%)    | 2 (0,3%)    |
| Хиспаноамериканци | 0 (0,0%)    | 3 (0,5%)    |
| Укупно            | 620         | 578         |